# 伊藤源嗣
伊藤 源嗣（いとう もとつぐ、1936年9月20日 -）は、日本の実業家。石川島播磨重工社長、会長を務めた。

## 経歴・人物
静岡県出身。1959年に東京大学工学部機械工学科を卒業し、石川島重工業に入社した。1993年6月に取締役、1998年6月に常務、2000年6月に専務を経て、2001年6月から社長に就任。2003年6月には最高経営執行責任も兼任し、2007年から2008年までに会長を務め、それ以降は相談役と特別顧問を務めた。
日本航空宇宙工業会会長や日本防衛装備工業会会長や日本機械工業連合会会長なども歴任した。
2017年に旭日重光章を受章した。